# Hitman 2 (игра, 2018)
Hitman 2 (букв. с англ. — «Наёмный убийца 2») — компьютерная игра 2018 года в жанре стелс-экшена, разработанная датской студией IO Interactive и изданная Warner Bros. Interactive Entertainment. Седьмая игра серии Hitman.
Игра входит в трилогию World of Assasination, являясь прямым продолжением игры 2016 года. Следующая игра — Hitman 3 (2021).

## Сюжет
Действия игры разворачиваются сразу после событий сюжета 1-го сезона. Диана, заключившая сделку с тайной организацией «Провиденс», а именно с Артуром Эдвардсом для раскрытия прошлого 47-го, отправляет агента на задание по поиску информации на Теневого клиента в убежище его соратницы Альмы Рейнард, на берегу океана в Новой Зеландии. Информация, хранившаяся на компьютере Альмы, выводит Агентство на Роберта и Сьерру Нокс, двух соратников Теневого клиента, членов «Провиденса», предавших организацию. Чтобы боевики не усилили свой натиск на представителей мировой элиты с помощью технологий этих предателей, в МКА от Эдвардса поступает заказ на отца и дочь Ноксов. Агент 47 справляется с заданием в Майами (США).
Через некоторое время убийство Ноксов обсуждают Константа и высшее руководство «Провиденса» — Партнёры. Партнёры недовольны смертями многих членов «Провиденса», в том числе и заказом на Роберта Нокса, однако Константа считает, что он всё делает правильно и помощь МКА пока им необходима.
Аналитики МКА узнают, что Теневой клиент использует транспортную сеть картеля Дельгадо для тайного перемещения по всему миру. 47-му поступает контракт на уничтожение трёх глав картеля: Рико Дельгадо, Хорхе Франко и Андреа Мартинес, которые одновременно собрались в отдалённой деревне Санта-Фортуна в Колумбии. Эта операция должна ослабить картель и перекрыть пути для перемещений Теневого клиента.
После этого «Провиденс» вычисляет личность Теневого клиента: им оказывается наёмник Лукас Грей, о котором, однако, нет никаких упоминаний до 1989 года. Провиденс сообщает эту информацию Диане Бернвуд.
Дальнейшие события приводят Агента в душные трущобы индийского города Мумбаи, где он идентифицирует и устраняет бывшего пирата Вазира Кале по прозвищу «Вихрь», правую руку Грея, а также бывших членов банды Вихря, Ванью Шах и Давуда Ранджана, втроём формирующих «восточную ячейку» Грея. Тем временем МКА выясняет местоположение Теневого клиента и 47-й отправляется на встречу с ним. Там он встречает Лукаса Грея, который говорит, что долго ждал возвращения 47-го домой в Румынию. Грей заявляет, что это место было их тюрьмой, и что здесь доктор Орт-Мейер обучал их, делая убийц для «Провиденса». Но 47-й, в отличие от Грея, ничего этого не помнит, так как ему стёрли память. Агент начинает вспоминать нечто похожее, но поначалу не верит ему. Однако Лукас Грей показывает доказательство 47-му в виде отпечатков их рук на стене. Агент 47 говорит, что тот мальчик, за которого Грей пытается себя выдать, погиб в результате несчастного случая. Но тот призывает 47-го вспомнить его имя, которое находится глубоко в памяти. 47-й вспоминает настоящее имя Лукаса Грея — Субъект 6, а также их общую цель — уничтожить «Провиденс». 
После этого втайне от «Провиденса», всё ещё находящегося в неведении относительно личности Теневого клиента, происходит встреча между 47-м, Субъектом 6, Дианой Бернвуд и наёмной убийцей Оливией Холл в квартире в Берлине. Субъект 6 вводит Диану в курс дела, говоря, что они собираются уничтожить и «Провиденс», и всех тех, кто причинил им зло. Он говорит, что Партнёры боятся «детей» Орт-Мейера и поэтому приказали стереть им всем память, а он — единственный, кто всё помнит. Диана понимает, что доктор Орт-Мейер работал на «Провиденс», и интересуется: какая у Субъекта 6 цель. Тот отвечает, что лишь один человек знает настоящие имена Партнёров — и это главный контролёр «Провиденса» — Константа.
Спустя некоторое время, четвёрке удаётся скрытно от «Провиденса» узнать, кто был первым Константой. 47-й отправляется в тихий пригород в Вермонте (США), чтобы подставить Януса, первого Константу, как Теневого клиента. Зацепки в США приводят к данным о ежегодном собрании тайного Общества Ковчега в замке на Оркнейских островах (Великобритания) в Атлантическом океане, где собираются представители «Провиденса» и Константа. С целью похищения Константы и уничтожения новых сопредседательниц Общества Ковчега Зои и Софии Уошингтон из «Провиденса», которые постоянно носят с собой кнопки запуска смертельного чипа, вживлённого в тело Константы, 47-й отправляется туда на задание вместе с Субъектом 6. После уничтожения обеих кнопок нового Константу похищают и доставляют на корабль, извлекают смертельный чип и проводят допрос. Он раскрывает данные о трёх семьях: Ингрэм, Карлайл и Стейвесант — Партнёрах,— объединивших свои усилия для создания «Провиденса», и говорит о разочаровании в Диане, поскольку у него были большие планы на её счет. Диана отвечает, что Константу перехитрили, и ему больше нечего предложить. Однако Константа заверяет, что Диана слишком уверена и убеждена в ближайших к ней людях. Он рассказывает о событиях её детства, где выясняется, что именно 47-й убил её родителей (хотя Диана об этом знала и всё равно помогала 47-му в поисках его прошлого), и в финальной сцене даёт ей совет: «Если собираетесь уничтожить стену, убедитесь, что она не несущая».
В дополнительных материалах можно узнать, что в прессе появились некрологи о главах всех трёх семейств Партнёров, что навело героев игры на мысль, что те имитировали свои смерти, чтобы скрыть свои новые личности. Константа, неосведомлённый о таком ходе Партнёров, советует 47-му и Субъекту 6 отследить их новые личности по банковским счетам. 47-й и Субъект 6 по его наводке отправляются в нью-йоркское отделение банка Milton Fitzpatrick для внедрения в хранилище, похищения данных о Партнёрах и устранения директора отделения Афины Савалас во избежание огласки об утечке данных. После похищения банковских данных Холл видит по ним, что существенные платежи осуществлялись в адрес корпорации «Хейвен» на Мальдивах, тайно промышляющей сменой личностей для богатых преступников. Чтобы Холл хакерскими методами получила доступ к серверам корпорации, 47-й становится «тайным покупателем» с целью проникновения на островной курорт и уничтожения совладельцев «Хейвена»: Людмилы Ветровой, Стивена Брэдли и Тайсона Уильямса — во избежание смены пароля доступа к серверам, которая проводится ими каждые 10 часов. Просмотрев данные о Партнёрах на серверах, Холл обнаруживает, что у их новых личностей больше нет контролирующих долей владения — основы власти в «Провиденсе»,— а все данные и ресурсы контролируются Артуром Эдвардсом — Константой. Диана следует в его каюту, но обнаруживает только пустой стул. Субъект 6 сообщает 47-му о получении сообщения от Холл о местонахождении Партнёров. Агент 47 отвечает, что скоро они все будут уничтожены, о чём уже повествует следующая игра Hitman 3.

## Игровой процесс
Игровой процесс Hitman 2 является слегка доработанным геймплеем игры 2016 года. Агент 47, контрактный убийца, работающий в Международном контрактном агентстве (ICA), отправляется в различные места по всему миру для устранения целей. Для этого можно использовать огромное количество как открываемых гаджетов, так и уникальных для каждого уровня предметов, немалый арсенал оружия и стратегическое мышление. Основной целью всех игр серии остаётся наиболее чистое и быстрое устранение. Игра состоит из шести миссий, действия которых разворачиваются в шести различных точках мира.
Анонс игры сопровождался выпуском кооперативного многопользовательского режима Sniper Assassin, доступного сразу тем, кто предварительно заказал Hitman 2. После релиза, этот режим стал частью Hitman 2. В этом режиме игрокам выдают задачу уничтожить цели, используя снайперскую винтовку в установленный срок. В дополнение к Агенту 47, игроки могут играть персонажами Найт и Стоун, которые имеют доступ к уникальным типам боеприпасов. В Sniper Assassin также можно играть в одиночном режиме.
Ещё одним новым режимом стал Ghost Mode. Два игрока соревнуются, одновременно уничтожая цели на одной локации. Действия происходят в параллельных вселенных, однако призрачные предметы, появляющиеся на карте, влияют на обе вселенные. За каждое «чистое» устранение игрок получает 1 очко. Для победы требуется набрать 5 очков первым.

## Нововведения
Основным улучшениям подвергся искусственный интеллект NPC на уровнях. Теперь, неигровые персонажи запоминают часто мелькающего на одной территории 47-го. Они научились видеть и реагировать на происходящие действия, видные в зеркалах. В отличие от игры 2016 года, при обнаружении камерами незаконных действий, охранники побегут проверять территорию и запомнят нарушителя.
Концепция уровней тоже была немного изменена. Они стали ещё больше и более проработанные в глубину. Слоган игры: «Сделай мир своим оружием» и локации предоставляют такую возможность.
Появилась возможность скрываться в толпе и густой растительности. Также были добавлены некоторые мелкие механики, расширяющие возможности 47-го.
В игре появились новые казуальные гаджеты в дополнение к уже представленным в Hitman, которые можно использовать для уничтожения целей и NPC, а также был возвращён чемодан из прошлых частей серии, который позволяет игроку скрыто носить большое оружие, не вызывая подозрения. Арсенал оружия и его разнообразие также были увеличены.
«Возможности» из 1-го сезона были заменены на «Сюжетные задания». Теперь правильно выполненная цепочка действий не обязательно приведёт точно к цели, а иногда может привести в ловушку.
Технически, игра 2018 года не сильно отличается от предыдущей части, хотя была проведена работа по улучшению оптимизации. Графика также была улучшена, особым изменениям подверглось глобальное освещение.
Все вышеупомянутые нововведения и улучшения коснутся и первого сезона, который можно докупить отдельно. Для тех, у кого он уже был, доступ к обновлённым локациям игры 2016 года открывается бесплатно.

## Оценки
| Сводный рейтинг    | Сводный рейтинг                        |
| Агрегатор          | Оценка                                 |
| ------------------ | -------------------------------------- |
| GameRankings       | - (XONE) 86,73 % - (PS4) 83,08 %       |
| Metacritic         | (PC) 82/100 (PS4) 82/100 (XONE) 84/100 |
| Иноязычные издания |                                        |
| Издание            | Оценка                                 |
| Destructoid        | 8/10                                   |
| Game Informer      | 8/10                                   |
| GameSpot           | 8/10                                   |
| GamesRadar+        | [ 14 ]                                 |
| IGN                | 7,7/10                                 |
| PC Gamer (UK)      | 84/100                                 |
| USgamer            | 4,5/5                                  |
| VentureBeat        | 91/100                                 |